# Abs Breen

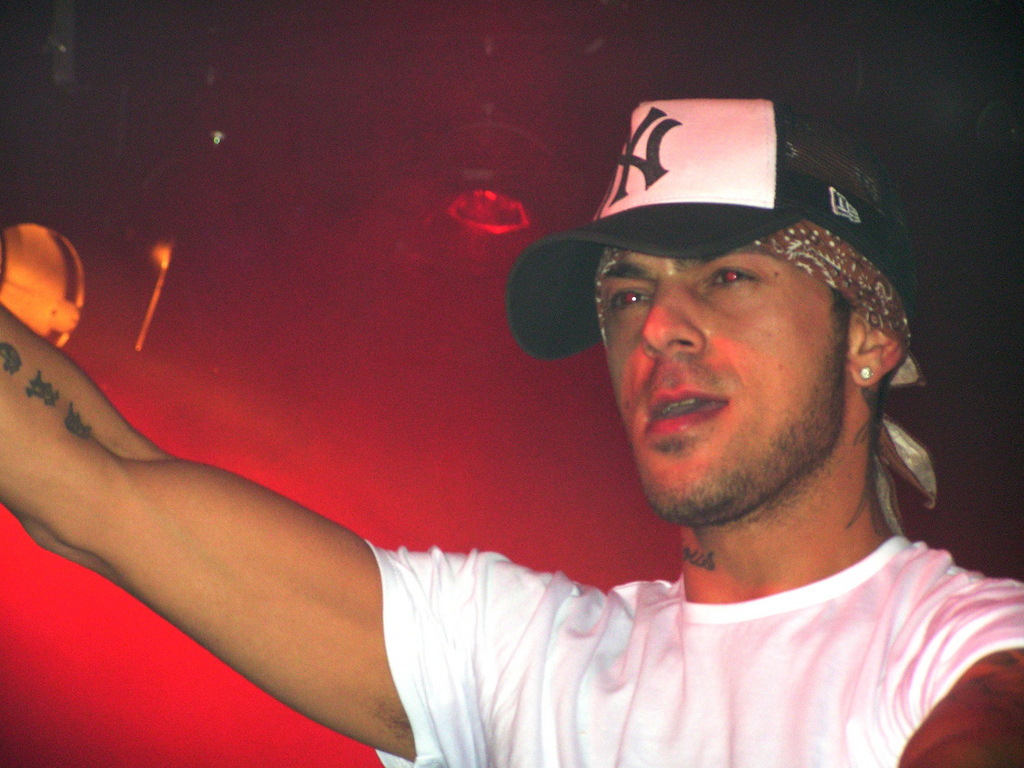
Abs Breen

Richard Abidin ‚Abz‘ Breen (* 29. Juni 1979 in Enfield, London) ist ein englischer DJ und Musiker. Bekanntheit erlangte er vor allem als Mitglied der Boyband 5ive. Er besuchte die Italia Conti Stage School in London, bevor er seine musikalische Karriere startete. Neben dem Singen und Rappen beherrscht Breen das Tanzen und ist außerdem DJ und spielt verschiedene Instrumente.

## Leben und Karriere
Breen wurde in London’s East End als einziger Sohn des türkischstämmigen Turan Sanveren und dessen irischer Freundin Katherine McDaid Breen geboren. Seine Eltern, die nie geheiratet haben, einigten sich auf einen englischen Vornamen, fügten jedoch als Zweitnamen Abidin hinzu, um seine türkischen Wurzeln zu zeigen. Als Breen drei Jahre alt war trennten sich seine Eltern und er wuchs fortan bei seiner Mutter auf. Seit 5ive wird Breen nur noch Abs – eine Kurzform seines Zweitnamens – genannt, da es in der Band einen weiteren Richard gab. Nachdem Five sich am 27. September 2001 nach fast fünf Jahren (vorübergehend) trennten, war Breen der einzige der Band, der mit ein Abstract Theory Soloalbum veröffentlichte und dreimal unter den ersten 10 der britischen Singlecharts landen konnte. 2004 trennte sich seine Plattenfirma jedoch von ihm. Am 27. September 2006 – genau fünf Jahre nach der Trennung – gaben Breen und drei seiner Kollegen (Ritchie, Scott & J) die Wiedervereinigung von 5ive bekannt. Am 20. Mai 2007 lösten sich Five endgültig auf, ohne einen neuen Song veröffentlicht zu haben.

## Diskografie

### Studioalben
| Jahr | Titel           | Höchstplatzierung, Gesamtwochen, AuszeichnungChartplatzierungen (Jahr, Titel, Platzierungen, Wochen, Auszeichnungen, Anmerkungen) | Höchstplatzierung, Gesamtwochen, AuszeichnungChartplatzierungen (Jahr, Titel, Platzierungen, Wochen, Auszeichnungen, Anmerkungen) | Höchstplatzierung, Gesamtwochen, AuszeichnungChartplatzierungen (Jahr, Titel, Platzierungen, Wochen, Auszeichnungen, Anmerkungen) | Höchstplatzierung, Gesamtwochen, AuszeichnungChartplatzierungen (Jahr, Titel, Platzierungen, Wochen, Auszeichnungen, Anmerkungen) | Höchstplatzierung, Gesamtwochen, AuszeichnungChartplatzierungen (Jahr, Titel, Platzierungen, Wochen, Auszeichnungen, Anmerkungen) | Anmerkungen                             |
| Jahr | Titel           | DE | AT | CH | UK | US | Anmerkungen                             |
| ---- | --------------- | --- | --- | --- | --- | --- | --------------------------------------- |
| 2003 | Abstract Theory | — | — | — | UK29 (3 Wo.)UK | — | Erstveröffentlichung: 1. September 2003 |

### EPs
| Jahr | Titel    | Anmerkungen                           |
| ---- | -------- | ------------------------------------- |
| 2011 | Loved Up | Erstveröffentlichung: 30. August 2011 |

### Singles
| Jahr | Titel Album                  | Höchstplatzierung, Gesamtwochen, AuszeichnungChartplatzierungen (Jahr, Titel, Album, Platzierungen, Wochen, Auszeichnungen, Anmerkungen) | Höchstplatzierung, Gesamtwochen, AuszeichnungChartplatzierungen (Jahr, Titel, Album, Platzierungen, Wochen, Auszeichnungen, Anmerkungen) | Höchstplatzierung, Gesamtwochen, AuszeichnungChartplatzierungen (Jahr, Titel, Album, Platzierungen, Wochen, Auszeichnungen, Anmerkungen) | Höchstplatzierung, Gesamtwochen, AuszeichnungChartplatzierungen (Jahr, Titel, Album, Platzierungen, Wochen, Auszeichnungen, Anmerkungen) | Höchstplatzierung, Gesamtwochen, AuszeichnungChartplatzierungen (Jahr, Titel, Album, Platzierungen, Wochen, Auszeichnungen, Anmerkungen) | Anmerkungen                                         |
| Jahr | Titel Album                  | DE | AT | CH | UK | US | Anmerkungen                                         |
| ---- | ---------------------------- | --- | --- | --- | --- | --- | --------------------------------------------------- |
| 2002 | What You Got Abstract Theory | DE84 (2 Wo.)DE | — | — | UK4 (11 Wo.)UK | — | Erstveröffentlichung: 19. August 2002               |
| 2003 | Stop Sign Abstract Theory    | — | — | — | UK10 (10 Wo.)UK | — | Erstveröffentlichung: 26. Mai 2003                  |
| 2003 | Miss Perfect Abstract Theory | — | — | — | UK5 (7 Wo.)UK | — | Erstveröffentlichung: 25. August 2003 feat. Nodesha |

Weitere Singles
- 2002: Shame
- 2003: 7 Ways (feat. Eve Bicker)